# Perles-et-Castelet
Perles-et-Castelet è un comune francese di 203 abitanti situato nel dipartimento dell'Ariège nella regione dell'Occitania.

## Società

### Evoluzione demografica
Abitanti censiti